# Gannawarra Shire
Koordinaten: 35° 43′ S, 143° 55′ O

Gannawarra Shire ist ein lokales Verwaltungsgebiet (LGA) im australischen Bundesstaat Victoria. Das Gebiet ist 3735,1 km² groß und hat etwa 10.500 Einwohner.
Gannawarra liegt an der Nordgrenze Victorias etwa 280 km nordwestlich der Hauptstadt Melbourne und schließt folgende Ortschaften ein: Benjeroop, Cohuna, Kerang, Koondrook, Lalbert, Murrabit, Leitchville, Macorna und Quambatook. Der Sitz des City Councils befindet sich in Kerang im Zentrum der LGA, wo etwa 3600 Einwohner leben.
Gannawarra ist ein land- und forstwirtschaftlich geprägtes Shire in der Region um Loddon River und Murray River. Der Gunbower State Forest mit seinem Bestand an rotem Eukalyptus (River Red Gum) ist seit über 100 Jahren Grundlage der Holz- und Möbelindustrie in Koondrook. Die Gegend um Lalbert und Quambatook ist bekannt für Getreideanbau, in Leitchville befindet sich ein bedeutendes Zentrum für die Herstellung von Milchprodukten in Victoria. Cohuna ist außerdem australienweit bekannt als Zentrum für die Herstellung von Bewässerungstechnik.
Touristisch ist das Gebiet vor allem für Angler und Wassersportler interessant. Neben den Flüssen Murray und Loddon gehören auch zahlreiche Seen (z. B. Lake Charm und Kangaroo Lake) zu den Touristenzielen. Murrabit hat zudem einen der größten Landmärkte Victorias zu bieten, der über die Region hinaus bekannt ist. Einmal im Monat werden dort an etwa 300 Ständen alle möglichen Waren des Alltagsgebrauchs feilgeboten.
Die 264 km² große Gunbower Island zwischen Murray River und Gunbower Creek ist die größte Binneninsel Australiens. Sie erstreckt sich auf fast 50 km Länge und das Sumpf- und Waldland ist vor allem für seine über 200 dort lebende Vogelarten bekannt. Der Ibis ist auch der Wappenvogel des Gannawarra Shires.

## Verwaltung
Der Gannawarra Shire Council hat sieben Mitglieder, die von den Bewohnern der fünf Wards gewählt werden. Je ein Councillor kommt aus den Bezirken Avoca, Bannagher und Murray, je zwei kommen aus Wandella und Yarran. Aus dem Kreis der Councillor rekrutiert sich auch der Mayor (Bürgermeister) des Councils.